# Партизанский (Краснодарский край)
Партиза́нский — посёлок в Каневском районе Краснодарского края.
Входит в состав Придорожного сельского поселения.

## Население
| 2002 | 2010 |
| ---- | ---- |
| 409  | ↗414 |

## Улицы
| - ул. Западная, - ул. Красноармейская, - ул. Садовая, | - пер. Советский, - ул. Степная, - ул. Центральная. |